# Nicky McFadden
Nicky McFadden (irisch Niocláisín Nic Pháidín; * 6. Dezember 1962 in Athlone, County Westmeath, Irland; † 25. März 2014 ebenda) war eine irische Politikerin der Fine Gael.

## Leben
McFadden studierte Verwaltungswissenschaften am Athlone Institute of Technology und arbeitete im Anschluss zunächst als Sekretärin, dann beim staatlichen Stromversorger (ESB). 2003 rückte sie in den Westmeath County Council für ihren verstorbenen Vater nach. Als sie bei den Wahlen zum Dáil Éireann 2007 im Wahlkreis Longford-Westmeath keinen Sitz erringen konnte, wurde sie über die Verwaltungsliste in den Seanad Éireann gewählt. Sie konnte aber in den Wahlen 2011 einen Sitz erlangen. 2014 starb sie an ALS.

## Privates
Nicky McFadden war verheiratet und hatte zwei Kinder.